# القاع (الشعر)

تعديل مصدري - تعديل

القاع محلة تابعة لقرية اتم، التابعة لعزلة الا ملؤك بمديرية الشعر إحدى مديريات محافظة إب في الجمهورية اليمنية، بلغ تعداد سكانها 40 حسب تعداد اليمن لعام 2004.